# Manolito Gafotas en ¡Mola ser jefe!
Manolito Gafotas en ¡Mola ser jefe! es una película de humor española de 2001 dirigida por Juan Potau y basada en la serie de novelas homónima escritas por Elvira Lindo. Es la secuela de la película Manolito Gafotas (1999).

## Argumento
Vuelve el entrañable Manolito con otra de sus divertidas aventuras. En esta ocasión, el niño de Carabanchel (Alto) se halla en plenas vacaciones navideñas y a punto de celebrar las fiestas con su estupenda familia. La gran novedad es la llegada de tío Nico desde las frías tierras de Oslo, donde trabaja como camarero. Además, Manolito está ocupado en la dificilísima misión de conseguir uno de sus más preciados sueños: convertirse en el jefe de su panda... de esa estupenda panda formada por Yihad, Susana Bragas Sucias, Mostaza, el Orejones...

## Reparto
| Intérprete              | Personaje             |
| ----------------------- | --------------------- |
| María Barranco          | Cata                  |
| El Gran Wyoming         | Manolo                |
| Doro Berenguer          | Manolito              |
| Vicente Haro            | Nicolás, El Abuelo    |
| Óscar Ladoire           | Tío Nico              |
| Marcela Walerstein      | Trudi                 |
| Gracia Olayo            | Luisa                 |
| José Luis Carrillo      | El Imbécil            |
| Rubén Carrillo          | El Imbécil            |
| David Carrillo          | El Imbécil            |
| María Lanau             | Madre de Orejones     |
| Alfonso Vallejo         | Bernabé               |
| Isabel Alegre           | Sita Asunción         |
| Juan Olivares           | Hermano de Yihad      |
| Lina Mira               | Madre de Mostaza      |
| Javier Gurruchaga       | Hipnotizador          |
| Antonio de la Torre     | Tomás                 |
| Iván Perete             | Orejones López        |
| Jorge Jiménez           | Yihad                 |
| Sandra Alonso           | Susana Bragas-Sucias  |
| Eduardo Pérez           | Paquito Medina        |
| Eduardo Estradé         | Mostaza               |
| Cervantes.              | Phlo-Ling             |
| Desirée García          | Vanessa               |
| Joana Castillo          | Jessica la (ex)-gorda |
| Gonzalo Ortiz de Urbina | Oscar Mayer           |
| Arturo Monereo          | Arturo Román          |
| César León              | Atracador             |
| Aitor Alonso            | Thyssen 1             |
| Fran Barrios            | Thyssen 2             |
| Natalia Moreno          |                       |
| Nacho Rubio             |                       |
| Paloma Ruiz de Alda     |                       |
| Santiago Segura         | Santiago Segura       |
| Javier Bardem           | Putero número 1       |
| Manuel Nebreda          | Faustino              |